# Relaciones México-Mónaco
Las naciones de México y Mónaco establecieron relaciones diplomáticas en 1881. Ambas naciones son miembros de las Naciones Unidas.

## Historia
Las relaciones diplomáticas entre México y Mónaco se establecieron en 1881. La Casa de Grimaldi es parcialmente descendiente de una familia aristocrática mexicana con el Príncipe Pedro de Polignac de origen mexicano por lado materna. En octubre de 1968, Príncipe Raniero de Mónaco y la Princesa Grace Kelly hicieron una visita a la Ciudad de México para asistir a la inauguración de los Juegos Olímpicos de México. Los príncipes también recorrieron las ruinas mayas en el estado de Yucatán.
En 1993, México acreditó a su cónsul-general basado en París a Mónaco. En 2001, ambas naciones elevaron sus relaciones al nivel de embajadas y México acreditó a su embajador en Francia a Mónaco. En noviembre de 2002, el Príncipe Alberto de Mónaco realizó una visita a México para asistir a una reunión del Comité Olímpico Internacional que se celebró en la Ciudad de México. Esta no fue la primera visita del Príncipe a México, ya que apareció en un cameo para una película (One Man's Hero) en 1999, que se filmó parcialmente en México. El príncipe Alberto regresaría a México varias veces más por diversas razones, incluso una visita a México en 2011 con el fin de implementar acciones en favor del medio ambiente y la protección de los océanos.
México y Mónaco comparten una estrecha colaboración educativa fomentando la visita de jóvenes mexicanos para formarse en los ámbitos de la gastronomía, la hotelería y el turismo. La Fundación Turquois, establecida por los cónsules honorarios Raymond Turquois y Emilio Gonzáles de Castila como una iniciativa destinada a otorgar anualmente 15 becas de estudio en Mónaco a jóvenes mexicanos menores de veinticuatro años, para continuar su formación profesional en el área gastronómica, hotelera y turística. Más de 100 jóvenes mexicanos se han beneficiado de este programa.

## Visitas de alto nivel
Visitas de alto nivel de Mónaco a México
- Príncipe Raniero de Mónaco (1968)
- Princesa Grace Kelly (1968)
- Príncipe Alberto de Mónaco (2002, 2007, 2011, 2017)

## Comercio
En 2023, el comercio entre México y Mónaco ascendió a $6.6 millones de dólares. Las principales exportaciones de México a Mónaco incluyen: relojes de pulsera, bolsillo y similares; traje sastre, conjuntos y chaquetas; teléfonos móviles; y alcohol etílico sin desnaturalizar. Las principales exportaciones de Mónaco a México incluyen: bombas para líquidos, jabones, maquillaje, perfumes, lentes (gafas) e instrumentos médicos. Hay siete empresas monegascos que operan en México. La empresa multinacional monegasco Giraudi opera un Beef Bar en la Ciudad de México.

## Misiones diplomáticas
- México está acreditado para Mónaco a través de su embajada en París, Francia y mantiene un consulado honorario en Montecarlo.[8][9]
- Mónaco mantiene un consulado honorario en la Ciudad de México.[10]